# Punta Clovis

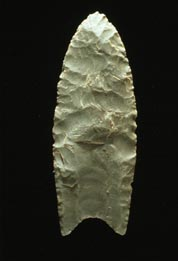
Una punta Clovis (en la imagen) se construye percutiendo las dos caras de una piedra alternativamente entre un borde y otro.

Las puntas de Clovis o puntas Clovis son artefactos líticos característicos de la cultura de Clovis. Se han encontrado en numerosos sitios en América del Norte y están asociados al período Paleoamericano, alrededor de 10 000 a. C. o más. El nombre de estos objetos y la cultura de la que forman parte se debe a la ciudad de Clovis (Nuevo México), donde se documentaron los primeros ejemplares alrededor de 1929.
Las puntas de Clovis se caracterizan por su forma lanceolada. Los filos son paralelos o tienden a ser convexos, y su manufactura requirió de la aplicación cuidadosa de presión a lo largo de todo el costado. La base de la punta es cóncava y las caras generalmente presentan una acanaladura central. La base del objeto generalmente es más gruesa que los filos y la punta. En comparación con las puntas Folsom (Cultura Folsom), las Clovis son más toscas.
En Sudamérica, la tecnología lítica análoga está representada por las puntas cola de pescado.